# Tessère de Dolya
Dolya Tessera
Pour les articles homonymes, voir Dolya.
La tessère de Dolya (désignation internationale : Dolya Tessera) est un terrain polygonal situé sur Vénus dans le quadrangle de Phoebe Regio. Il a été nommé en référence à Dolya, déesse slavo-orientale du bon destin.